# Amphiporus peruvianus
Amphiporus peruvianus är en djurart som tillhör fylumet slemmaskar, och som beskrevs av Ernest F. Coe 1940. Amphiporus peruvianus ingår i släktet Amphiporus och familjen Amphiporidae. Inga underarter finns listade i Catalogue of Life.